# Emily Odoemenam
Emily Odoemenam, née le 24 décembre 1970, est une athlète nigériane.

## Carrière
Aux Championnats d'Afrique d'athlétisme 1990 au Caire, Emily Odoemenam est médaillée d'argent du 200 mètres et médaillée de bronze du 400 mètres. Elle remporte la médaille d'or du relais 4 x 400 mètres et la médaille d'argent du 400 mètres aux Championnats d'Afrique d'athlétisme 1993 à Durban.